# Jimmy McColl
James McColl (né à Glasgow le 14 décembre 1892 et mort en 1978) est un footballeur professionnel écossais.

## Biographie
Il a notamment joué en Angleterre en Football League pour Stoke City FC et y a joué 27 matchs.
McColl a inscrit près de 260 buts dans sa carrière en Scottish Football League.
Il fut meilleur buteur du championnat d'Écosse 1915-16 avec le Celtic FC.

## Palmarès
Celtic FC
- Champion du Championnat d'Écosse de football (5) :
  - 1914, 1915, 1916, 1917 & 1919.
- Vice-champion du Championnat d'Écosse de football (2) :
  - 1918 & 1920.
- Meilleur buteur du Championnat d'Écosse de football (1) :
  - 1916: 34 buts.
- Vainqueur de la Scottish Cup (1) :
  - 1914.

Hibernian FC
- Finaliste de la Scottish Cup (2) :
  - 1923 & 1924.